# 上拿撒勒

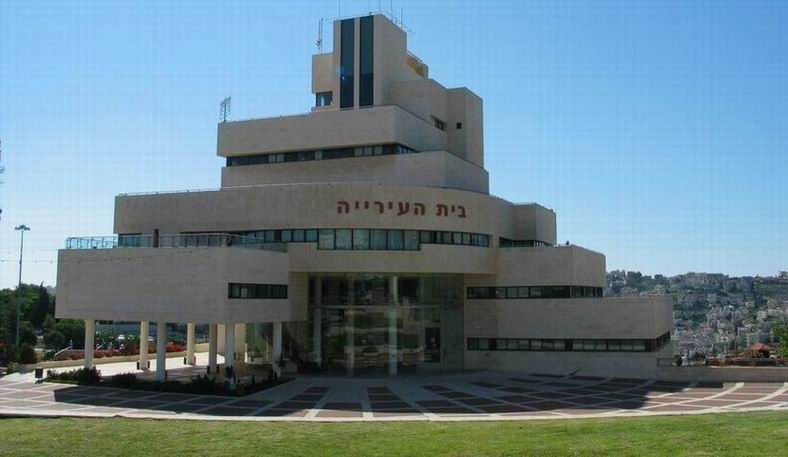
上拿撒勒的市政厅大樓

上拿撒勒（羅馬化：Nåṣ°rat ʿIl̇iyt）是以色列的城市，位於該國北部，由北部區負責管轄，始建於1954年，面積32.52平方公里，最高點海拔高度571.3米，2007年人口43,100，居民主要信奉猶太教。

## 外部連結
- Nazareth Illit municipal website （页面存档备份，存于）
- Satellite image of the city from Google Earth